# Vận tốc pha

Tần số tán sắc trong nhóm sóng trọng lực trên bề mặt nước sâu. Điểm đỏ chuyển động với vận tốc pha, điểm xanh chuyển động với vận tốc nhóm. Trong trường hợp nước sâu này vận tốc pha lớn gấp hai lần vận tốc nhóm. Điểm đỏ đuổi kịp 2 điểm xanh khi chuyển động từ trái sang phải bức vẽ.

Vận tốc pha là vận tốc dịch chuyển của điểm có pha dao động không đổi trong không gian theo hướng cho trước, thường xem xét hướng trùng với hướng của véctơ sóng.
Khái niệm pha chỉ được sử dụng khi mô tả sóng điều hòa hay còn gọi là sóng đơn sắc (sóng có một tần số duy nhất, nói cách khác là những sóng có dạng hình sin {\displaystyle \cos(\phi )} hoặc sóng có thành phần ảo {\displaystyle e^{i\phi }}), và những sóng có hình dạng tương tự (ví dụ, chùm sóng gần điều hòa) hay những sóng có thể dễ dàng biến đổi về dạng sin (ví dụ, sóng hình cầu dạng {\displaystyle \cos(\phi )/r}). Tất cả sóng với hình dạng bất kỳ bằng phương pháp biến đổi Fourier có thể đưa về dạng tổng các sóng điều hòa; khi đó khái niệm pha và vận tốc pha được xét riêng cho từng sóng.
Để mô tả sóng không điều hòa, đặc biệt là để mô tả các chùm sóng, ngoài khái niệm vận tốc pha người ta còn sử dụng khái niệm vận tốc nhóm để mô tả chuyển động không phải của những ngọn sóng riêng biệt mà là của các đường bao ví dụ như đường bao các giá trị lớn nhất.

## Công thức
Công thức cơ bản xác định vận tốc pha của sóng điều hòa trong không gian một chiều hay vận tốc pha dọc theo véctơ sóng trong không gian nhiều chiều: 
{\displaystyle v_{k}=\omega /k\,}
được suy ra trực tiếp từ công thức pha của sóng phẳng trong không gian một chiều
{\displaystyle \phi =kx-\omega t\ }
Hoặc {\displaystyle \phi ={\vec {k}}\cdot {\vec {x}}-\omega t} trong không gian lớn hơn một chiều.
Tỷ số giữa ω и k — hay còn gọi là hệ số tán sắc đối với các dạng sóng cụ thể được suy ra từ phương trình vi phân của sóng đó bằng cách thay thế vào phương trình các sóng đơn sắc {\displaystyle \cos(kx-\omega t)} hoặc {\displaystyle \exp(i(kx-\omega t))} hoặc các trường hợp nhiều chiều tương tự.
Trong trường hợp vận tốc pha của sóng không phụ thuộc vào tần số hay số sóng (và hướng của véctơ sóng) thì vận tốc nhóm sẽ trùng với vận tốc pha. 

#### Vận tốc pha của sóng điện từ
Đối với sóng điện từ ở mọi tần số, vận tốc góc theo hướng véctơ sóng luôn luôn là một hằng số - vận tốc ánh sáng trong chân không.
Trong môi trường hệ số tán sắc của sóng điện từ khá phức tạp và vận tốc pha thay đổi rõ rệt.

#### Vận tốc pha của sóng De Broglie
Đối với sóng De Broglie (liên hệ với hạt) vận tốc pha được tính theo công thức
{\displaystyle ~{v_{\Phi }}={\frac {{\rm {d}}x}{{\rm {d}}t}}={\frac {E}{p}}={\frac {c^{2}}{u}}}
Trong đó {\displaystyle ~x~-} tọa độ, {\displaystyle ~t~-} thời gian, {\displaystyle ~E~-} năng lượng, {\displaystyle ~p~-} xung lượng, {\displaystyle ~u~-} vận tốc hạt, {\displaystyle ~c~-} vận tốc ánh sáng trong chân không.

## Vận tốc pha dạng véctơ
Trong một vài trường hợp vận tốc pha không phải là một véctơ. Điều đó có nghĩa là các vận tốc pha theo các hướng khác nhau không phải là các tọa độ hay hình chiếu của một véctơ nào đó.
Nhưng điều này không cản trở mong muốn định nghĩa một véctơ vận tốc pha có hướng trùng với hướng của véctơ sóng và có giá trị tuyệt đối bằng vận tốc pha theo hướng này. 
Cụ thể đối với trường hợp sóng phẳng điều hòa vận tốc pha theo hướng véctơ sóng có thể được biểu diễn dưới dạng:
{\displaystyle v_{k}=\omega /k\,}, trong đó k — số sóng, ω — tần số góc.
Theo đó vận tốc pha theo hướng tạo với véctơ sóng một góc {\displaystyle \alpha }, sẽ là:
{\displaystyle v_{\Phi }={\frac {v_{k}}{\cos \alpha }}}
Dễ thấy rằng vận tốc pha có thể lớn hơn vận tốc ánh sáng, thậm chí có thể nhận giá trị lớn vô cùng khi hướng của vận tốc pha tạo với véctơ sóng một góc vuông.

## Vận tốc pha có thể vượt quá vận tốc ánh sáng trong chân không
Vận tốc pha trong nhiều trường hợp có thể vượt quá vận tốc ánh sáng trong chân không. Điều này không hề trái với định luật về sự giới hạn của vận tốc ánh sáng.
Bản chất vấn đề ở chỗ định luật tương đối chỉ ra giới hạn vận tốc lan truyền của các vật có khả năng truyền đi thông tin. Vận tốc pha không phải là vận tốc của các vật có khả năng truyền thông tin như vậy. Sóng đơn sắc tuyệt đối truyền đi với tốc độ vô hạn theo không gian và thời gian và không thể truyền thông tin(nếu chúng ta điều biến sóng thì sóng sẽ không còn là đơn sắc nữa và vận tốc lan truyền sự điều biến sẽ không trùng với vận tốc pha mà trùng với vận tốc nhóm hay vận tốc sóng gần đơn sắc).
Dễ dàng thấy rằng vận tốc sóng De Broglie luôn luôn lớn hơn vận tốc ánh sáng (ngay cả theo hướng véctơ sóng). Nhưng điều này không cản trở việc các gói sóng De Broglie có vận tốc lan truyền nhỏ hơn vận tốc ánh sáng, còn trong các giới hạn truyền thống thì các hạt luôn luôn chuyển động với vận tốc nhỏ hơn vận tốc ánh sáng(các hạt không có khối lượng, ví dụ photon, chuyển động với vận tốc ánh sáng và không vượt quá). 
Ngoài ra bởi vì vận tốc pha (theo phương bất kỳ không trùng với véctơ sóng và phương lan truyền sóng) không là vận tốc chuyển động của các đối tượng vật lý, tức là các đối tượng mà trạng thái trong các khoảnh khắc thời gian tiếp theo được quy định bởi trạng thái ở thời điểm trước đó, mà theo bản chất vận tốc pha chỉ đặc trưng cho một trạng thái của trường dao động trong những điểm được lựa chọn, cho nên vận tốc pha của sóng bất kỳ có thể vượt quá vận tốc ánh sáng, thậm chí đạt vô cùng khi góc hợp bởi phương vận tốc pha và phương véctơ sóng tiến dần tới vuông.

## Lưu ý
Lưu ý rằng vận tốc pha không nhất thiết trùng với vận tốc nhóm của sóng, là vận tốc mà sự thay đổi biên độ của sóng di chuyển hay vận tốc truyền đi của năng lượng sóng.

## Đường dẫn
Bản mẫu:Các vận tốc sóng
- Vận tốc nhóm
- Sự tán sắc
- Pha sóng
- Phương trình truyền sóng